# Angelo Berardi
Angelo Berardi (ur. około 1630 w Sant’Agata Feltria, zm. 9 kwietnia 1694 w Rzymie) – włoski kompozytor i teoretyk muzyki.

## Życiorys
Początkowo był uczniem Giovanniego Vincenzo Sartiego, następnie kształcił się u Marco Scacchiego. W pierwszych latach swojej działalności pełnił funkcję kapelmistrza w Montefiascone (1662) i Viterbo (1668), w następnych latach był kapelmistrzem i organistą katedry w Tivoli (1673–1679) i katedry w Spoleto (1679–1683). W 1687 roku został kanonikiem kolegiaty Sant’Angelo w Viterbo. Od 1693 roku był kanonikiem i kapelmistrzem w bazylice NMP na Zatybrzu w Rzymie.

## Twórczość
Był jednym z pierwszych kodyfikatorów zasad muzycznych opartych na praktyce wykonawczej. Opierając się na rozważaniach teoretycznych Marco Scacchiego skodyfikował zasady kontrapunktu, zajmował się szczególnie problematyką kombinacji kontrapunktów wielokrotnych, kanonów enigmatycznych, raków i inwersji. Skodyfikował również zasady kształtowania fugi tonalnej, rozwinięte następnie przez innych teoretyków pod koniec XVII wieku.

## Kompozycje
(na podstawie materiałów źródłowych)
- Missa pro defunctis na 5 głosów (1663)
- Sacri concentus na 2–5 głosów (1664)
- Salmi vespertini concertati con una messa na 5 głosów i basso continuo (1667)
- Salmi concertati na 3 głosy (1668)
- Sacri concentus cum Missa na 2–5 i 6 głosów (1669)
- Psalmi vespertini cum Missa na 4 głosy i basso continuo (1675)
- Psalmi vespertini cum Missa na 3–6 i 5 głosów (1682)
- Musiche diverse variemente concertate per camera na 2–4 głosy (1689)

## Prace
(na podstawie materiałów źródłowych)
- Ragionamenti musicali (Bolonia 1681)
- Documenti armonici (Bolonia 1687)
- Miscellanea musicale (Bolonia 1689)
- Arcani musicale (Bolonia 1690)
- Il perchè musicale ovvero Staffetta armonica (Bolonia 1693)